# ヨハン・バプティスト・イェンガー
ヨハン・バプティスト・イェンガー（Johann Baptist Jenger 1793年3月23日 - 1856年3月30日）は、オーストリアの公務員、音楽家。フランツ・シューベルトを囲む人物のひとりだった。

## 生涯

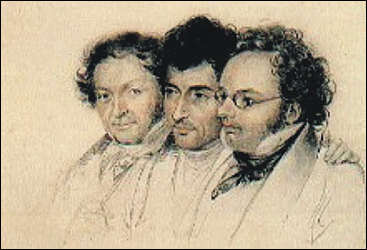
3人の友人（ヨハン・バプティスト・イェンガー、アンゼルム・ヒュッテンブレンナー、フランツ・シューベルト） ヨーゼフ・エドゥアルト・テルチャー画 1827年

1818年から1825年にかけてグラーツにある帝国の林野庁で非常勤職員として勤務する傍ら、シュタイアーマルク楽友協会で理事を務めた。ピアニスト、オルガニストとしても頭角を現した。
ウィーンに移ってからは同地の楽友協会の事務所で理事職を務めた。カール・フォン・シェーンシュタインの伴奏ピアニストを務めたほか、シューベルトのいる場で演奏したり彼と合奏することもしばしばあった。1828年9月から10月にかけてイェンガーに宛てられたシューベルト最後の私的な手紙が現存している。またイェンガーはシューベルトの最後の3曲のピアノソナタや歌曲が演奏された1828年9月27日の音楽の夕べの会を、イグナーツ・メンツ博士とともに取り仕切った。1830年頃にはアンゼルム・ヒュッテンブレンナーに関する伝記的スケッチを著している。
グラーツのヒュッテンブレンナー兄弟やマリー、カール、ファウスト・パハラーの家族と親交があり、ブルク劇場の女優だったゾフィー・ミュラー、そしてリトグラフ製作者だったヨーゼフ・エドゥアルト・テルチャーとも親しく付き合った。